# مجلس ملی لسوتو
مجلس ملی لسوتو (به سوتو: Lekhotleng la Sechaba) مجلس سفلا در ساختار دومجلسی مجلس لسوتو است.

## ترکیب فعلی
مجلس ملی کنونی دارای ۱۲۰ عضو است. ۸۰ عضو از طریق حوزه‌های انتخابیه تک‌کرسی با استفاده از سیستم اکثریت نسبی (سیستم  رأی‌گیری نخست‌گزینی) انتخاب می‌شوند. ۴۰ عضو باقی‌مانده از طریق نمایندگی تناسبی و فهرست‌های ملی احزاب انتخاب می‌شوند. اعضا دوره‌های پنج‌ساله را خدمت می‌کنند. تلوهنگ سکامانه رئیس فعلی رئیس مجلس ملی است.

## آخرین انتخابات
بر پایه نتایج رسمی اعلام‌شده از سوی کمیسیون مستقل انتخابات لسوتو، نتایج احزاب سیاسی در انتخابات مجلس ملی ۲۰۲۲ به شرح زیر است:
| حزب                      | آرا     | ٪ آرا   | کرسی‌های حوزه‌ای (FPTP) | کرسی‌های فهرستی (نسبی) | مجموع کرسی‌ها | تغییر نسبت به دوره پیش |
| ------------------------ | ------- | ------- | --------------------- | --------------------- | ------------ | ---------------------- |
| انقلاب برای رفاه         | ۲۰۱٬۴۷۸ | ٪۳۸٫۸۹  | ۵۷                    | ۰                     | ۵۷           | جدید                   |
| کنگره دموکراتیک          | ۱۲۸٬۵۱۷ | ٪۲۴٫۸۱  | ۱۸                    | ۱۱                    | ۲۹           | ۱–                     |
| کنوانسیون همه باسوتو     | ۳۷٬۸۰۹  | ٪۷٫۳۰   | ۰                     | ۸                     | ۸            | ۴۰–                    |
| حزب اقدام باسوتو         | ۲۹٬۲۸۵  | ٪۵٫۶۵   | ۰                     | ۶                     | ۶            | جدید                   |
| ائتلاف دموکرات‌ها         | ۲۰٬۸۴۳  | ٪۴٫۰۲   | ۲                     | ۳                     | ۵            | ۴–                     |
| جنبش برای تغییر اقتصادی  | ۱۷٬۲۸۱  | ٪۳٫۳۴   | ۱                     | ۳                     | ۴            | ۲–                     |
| کنگره دموکراتیک لسوتو    | ۱۲٬۳۲۶  | ٪۲٫۳۸   | ۰                     | ۳                     | ۳            | ۸–                     |
| انقلابیون سوسیالیست      | ۱۰٬۷۳۸  | ٪۲٫۰۷   | ۱                     | ۱                     | ۲            | جدید                   |
| حزب ملی باسوتو           | ۷٬۳۶۷   | ٪۱٫۴۲   | ۰                     | ۱                     | ۱            | ۴–                     |
| جبهه مردمی برای دموکراسی | ۴٬۶۵۵   | ٪۰٫۹۰   | ۰                     | ۱                     | ۱            | ۲–                     |
| نشست سیاسی امپولوله      | ۴٬۴۸۵   | ٪۰٫۸۷   | ۰                     | ۱                     | ۱            | جدید                   |
| جنبش میثاق باسوتو        | ۴٬۱۱۷   | ٪۰٫۷۹   | ۰                     | ۱                     | ۱            | جدید                   |
| امید – مپاتلالاتسانه     | ۳٬۷۱۷   | ٪۰٫۷۲   | ۰                     | ۱                     | ۱            | جدید                   |
| حزب ملی مستقل            | ۳٬۷۰۴   | ٪۰٫۷۱   | ۱                     | ۰                     | ۱            | بدون تغییر             |
| سایر احزاب (بدون کرسی)   | –       | –       | ۰                     | ۰                     | ۰            | –                      |
| جمع کل                   | ۵۱۸٬۰۵۴ | ٪۱۰۰٫۰۰ | ۸۰                    | ۴۰                    | ۱۲۰          | –                      |